# Massacre de Ludlow
Coal Wars (en) (guerres du charbon)
Batailles
Guerres du charbon :
- Guerre de Coal Creek
- Bituminous Coal Miners' Strike of 1894 (en)
- Massacre de Lattimer
- Illinois coal wars (en)
- Bataille de Virden
- Pana massacre (en)
- Grève du charbon de 1902
- Westmoreland County coal strike of 1910–1911 (en)
- Paint Creek–Cabin Creek strike of 1912 (en)
- Colorado Coalfield War (1913-1914) (en)
- Massacre de Ludlow
- Hartford coal mine riot (en)
- West Virginia coal wars (en)
- Bataille de Matewan
- Bataille de Blair Mountain
- 1920 Alabama coal strike (en)
- Herrin Massacre (en)
- Columbine Mine massacre (en)
- Harlan County War (en)
- Battle of Evarts (en)

Le massacre de Ludlow fait référence à la mort de 26 personnes, des mineurs grévistes et leur famille, tués à Ludlow (Colorado) le 20 avril 1914 lors d'une action de représailles de la Garde nationale du Colorado (en) dans le cadre de la grève du charbon du Colorado (en). 
Ce massacre fait suite à un long affrontement entre les grévistes, au nombre de 1 200, et les soldats de la garde nationale et les hommes de l'agence Baldwin-Felts Detective au service de la Colorado Fuel & Iron Company (en). Le campement des mineurs et de leurs familles est attaqué à la mitrailleuse par deux compagnies de la garde nationale. Les grévistes répondent à coups de fusil. Les affrontements durent toute la journée. A la tombée de la nuit, les gardes nationaux mettent le feu au camp et treize mineurs sont tués. Le lendemain, on découvre dans les restes du camp les cadavres calcinés de onze enfants et deux femmes dans une fosse, les mineurs ayant creusé des fosses sous leurs tentes pour échapper aux tirs. En guise de réponse, les mineurs s'arment et attaquèrent des dizaines de mines, détruisant les biens et multipliant les échauffourées avec la Garde nationale du Colorado.
L'historien Howard Zinn dit de cette grève qu'elle fut « l'un des plus durs et des plus violents conflits entre les travailleurs et le capital industriel de l'histoire des États-Unis ».

## Contexte

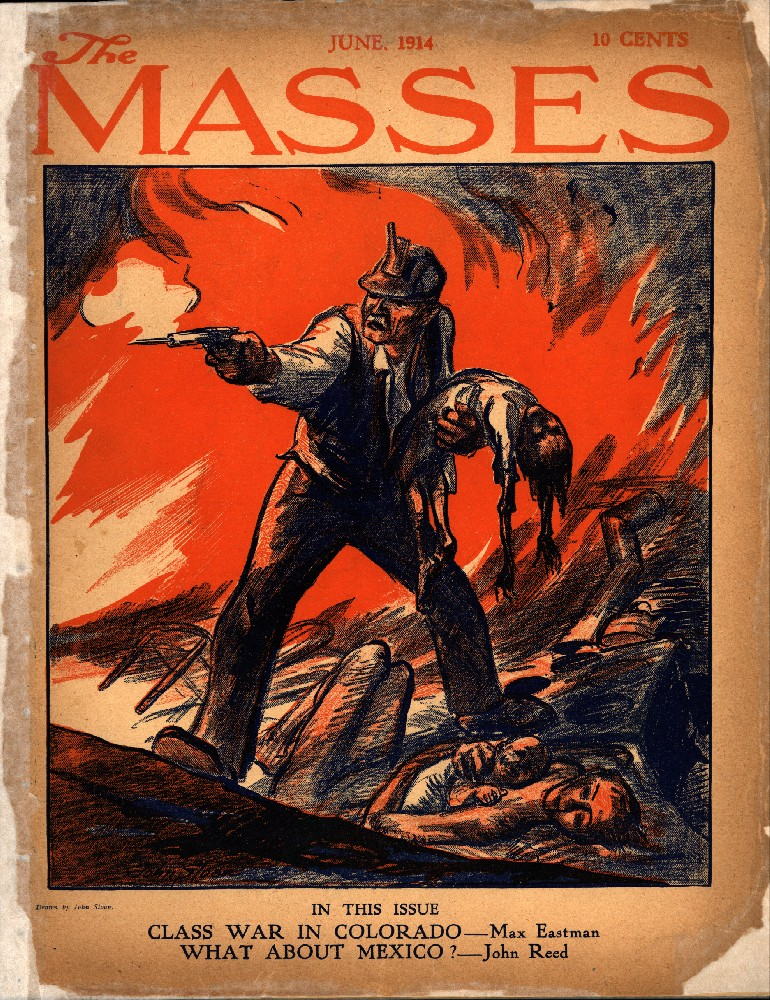
The Masses, juin 1914, numéro décrivant le massacre de Ludlow.

Ce fut l'événement le plus sanglant de la longue grève du charbon du Colorado en 1913-1914, qui s'étendit sur quatorze mois. La grève fut organisée par le syndicat United Mine Workers of America (UMW ou UMWA), qui engagea la lutte contre les trois principales compagnies minières du Colorado : la Colorado Fuel & Iron Company (CF&I), détenue par la famille Rockefeller ; la Rocky Mountain Fuel Company (RMF) et la Victor-American Fuel Company (VAF). 
La grève commence en septembre 1913 ; onze mille mineurs, pour la plupart immigrés, travaillaient dans la région. Les conditions de travail sont dangereuses, les salaires bas, les mineurs sont entièrement dépendants des compagnies minières qui les emploient. Ils vivent dans des logements qui appartiennent à la compagnie, les magasins d’alimentation sont également possédés par les compagnies qui fixent le prix des produits de première nécessité. 
Le meurtre d’un syndicaliste constitue l’élément déclencheur de la grève. Les mineurs revendiquèrent une augmentation des salaires, la journée de huit heures, la reconnaissance du syndicat et la fin du contrôle exercé par la compagnie sur leur vie.

### Déroulement de la grève
Quand la grève commence, les mineurs grévistes sont expulsés de leurs logements par la compagnie, les conduisant à établir des campements aux alentours. Ces campements sont régulièrement attaqués par les « détectives » de Baldwin-Felts (en) ; ceux-ci effectuaient des raids meurtriers avec un véhicule blindé : la Death Special. 
Mother Jones qui organisait l'United Mine Workers à ce moment se rendit sur place et fit des discours avant d'être arrêtée et expulsée de l’État.  Le 28 octobre 1913, le gouverneur du Colorado Elias M. Ammons (en) fait venir la garde nationale ; celle-ci tente de faire cesser la grève, notamment en faisant venir des briseurs de grève. Une partie des membres de la garde nationale avait été recrutée parmi les hommes de main des Rockfeller, qui payaient leurs salaires. Les soldats attaquèrent le camp, arrêtèrent des centaines de mineurs et les firent parader, comme des prises de guerre, dans les rues de Trinidad, la ville la plus proche. Les autres mineurs continuèrent de résister jusqu'au 20 avril, date du massacre. À l'issue de celui-ci, Louis Tikas, le responsable du camp, fut arrêté et sommairement exécuté. Le massacre fit 21 morts : six mineurs, deux femmes, douze enfants, et un garde. En outre, plusieurs mineurs avaient été tués les jours précédents lors des attaques menées par les Baldwin-Felts contre leur campement, et plusieurs gardes de la compagnie furent tués ultérieurement par des mineurs rescapés. 
Ludlow, située à 19 km au nord-ouest de Trinidad, est aujourd'hui une ville fantôme. Le site où eut lieu le massacre appartient à la UMWA, qui érigea en mémoire des grévistes tués lors de ce massacre et de leur famille un monument de granite.

## Galerie

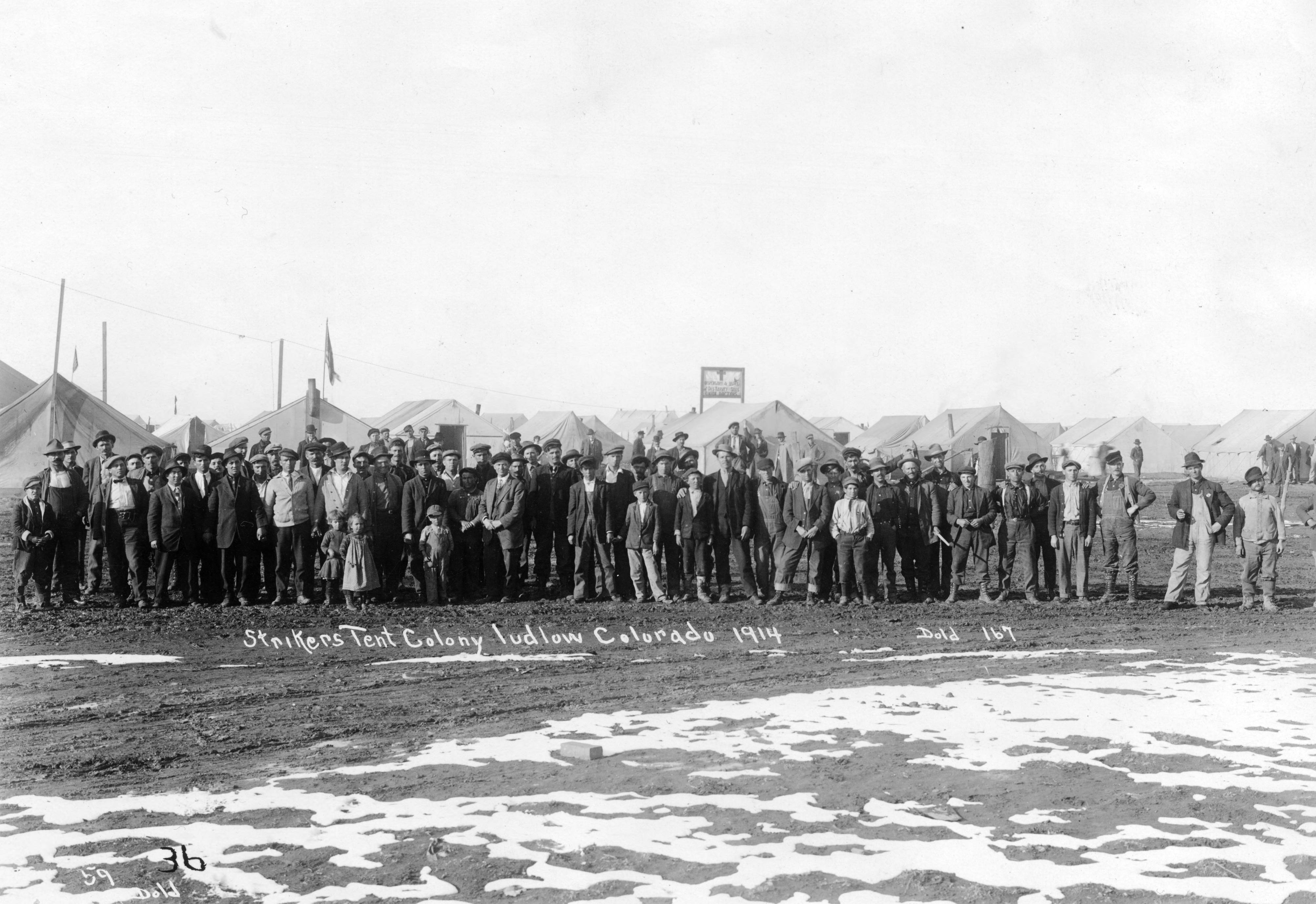
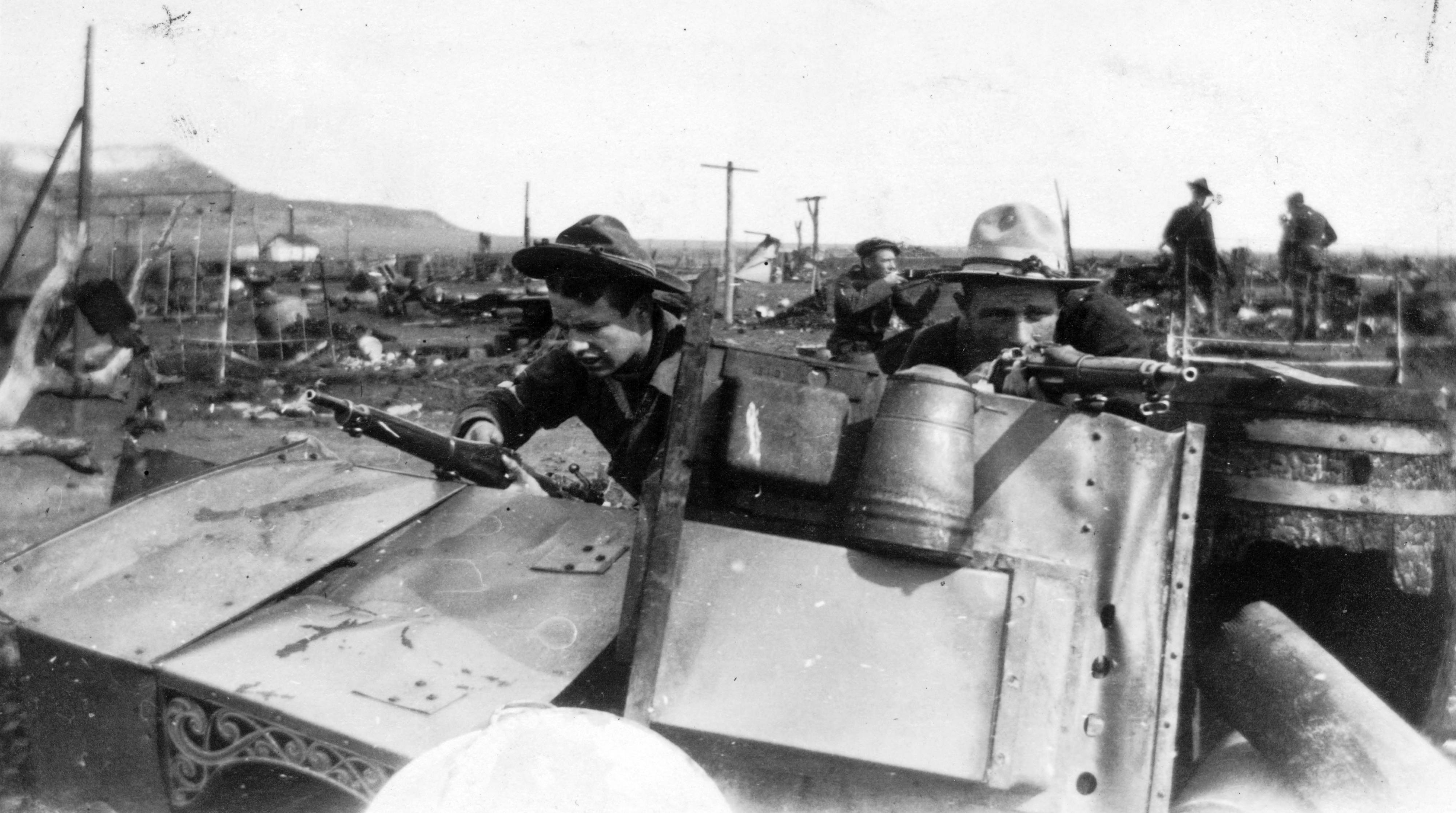
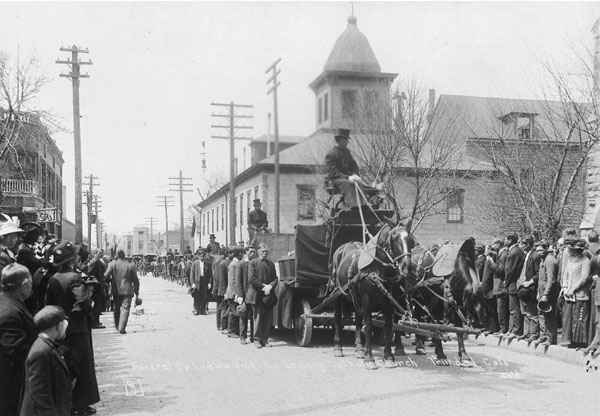
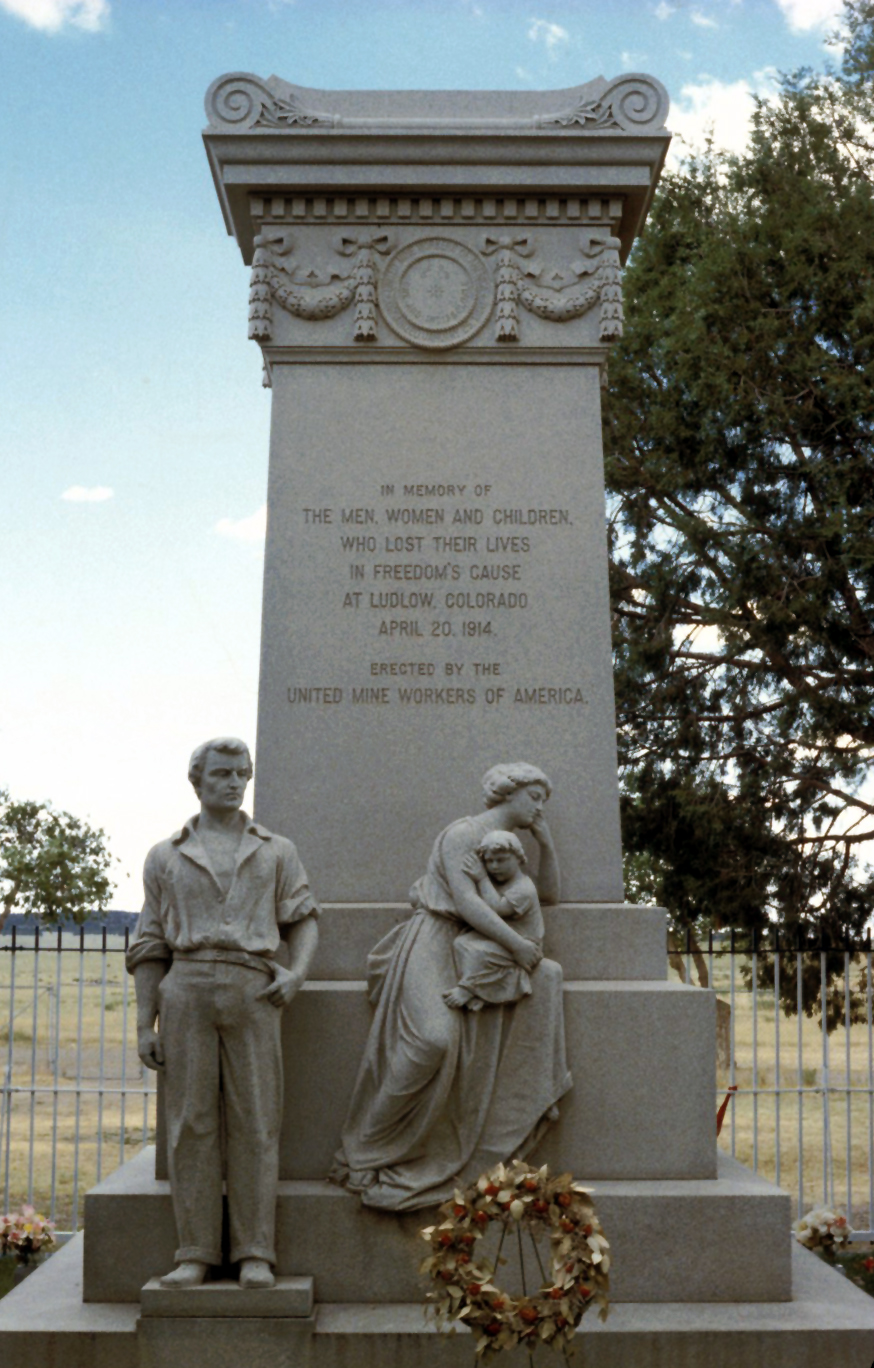